# Osoršćica
Osoršćica, u nekim izvorima Osorščica, planina je koja se proteže duž sjevernog dijela otoka Lošinja, od naselja Osor na sjeveru do naselja Ćunski na jugu u dužini od oko 15 km. To je pretežno vapnenačka masa na kojoj su razvijeni krški oblici. Asimetrična je izgleda: strmija prema zapadu, dok se blago spušta prema istoku gdje ima i dolomita čijim je raspadanjem nastalo nešto rahlog tla u okolici Nerezina, Svetog Jakova i Osora.
Prva je planina jadranskog otočja koja je privukla pažnju turista (Rudolf Habsburg se 28. ožujka 1887. g. uspeo 4,5 km dugom planinarskom stazom do Televrine, najvišeg vrha Osoršćice - 588 m). Na vrh se može krenuti iz pravca Nerezina i Osora, a oni najizdržljiviji mogu krenuti iz pravca Ćunskog preko cijele transverzale. S vrha seže pogled na cijeli cresko-lošinjski arhipelag, obale Istre, ostale Kvarnerske otoke, Velebit, ponekad čak do Gorskog kotara, Triglava i zadarskih otoka.
Na vrhu Sv. Nikola (557 m) se nalazi istoimena crkvica, a Osoršćica je poznata po brojnim špiljama od kojih su najpoznatije Vela Jama (pronađeni su nalazi kamenog i koštanog oruđa i ostaci keramike iz mlađeg i srednjeg paleolitika (prije 35.000 g.)) i Špilja Sv. Gaudencija (tu je prema legendi neko vrijeme živio istoimeni svetac, inače Osorski biskup koji je protjerao zmije otrovnice s cresko-lošinjskog arhipelaga, a svatko tko sa sobom ponese komadić špiljskog kamena zauvijek je sačuvan od napada divljih životinja). Sjevernije od navedenih lokaliteta nalazi se planinarski dom koji je u zimskim mjesecima otvoren vikendom, a ljeti svakodnevno.

## Vanjske poveznice
- Planinarska kuća Sv. Gaudent na Osorščici
- Vrh Sv. Mikula na Osorščici